# روبن اولیویرا (بازیکن فوتبال، زاده ۱۹۹۴)
روبن اولیویرا (انگلیسی: Rúben Oliveira؛ زادهٔ ۱۴ دسامبر ۱۹۹۴) بازیکن فوتبال اهل پرتغال است.
از باشگاه‌هایی که در آن بازی کرده‌است می‌توان به باشگاه فوتبال فیرنسی اشاره کرد.